# Neoclytus moritzii
Neoclytus moritzii là một loài bọ cánh cứng trong họ Cerambycidae.